# اشتراكية قومية
الاشتراكية القومية تشير إلى التيارات القكرية والأحزاب السياسية في أوروبا التي ظهرت منذ نحو عام 1890، والتي جمعت بين عناصر القومية والاشتراكية بطرق مختلفة.
أصبح المصطلح الغامض سابقًا على نحو متزايد مرادفًا للنازية في العالم الناطق بالألمانية منذ تأسيس الحزب النازي في عام 1920. ولذلك فهي الآن مرتبطة على نطاق واسع بالعنصرية والإمبريالية والإبادة الجماعية والشمولية وتُرى أنها فكرٌ غير متجدد. تستمر بعض مجموعات النازية الجديدة اليوم في استخدام هذا التعبير من أجل الحصول على الموافقة والمؤيدين بين الاشتراكيين.